# 美國駐伊拉克大使館
美国駐伊拉克大使馆（英語：Embassy of the United States, Baghdad）是美國在伊拉克首都巴格達設立的外交代表機構，美國駐伊拉克大使擔任此館位階最高的外交官。
美國大使館在巴格達的館區佔地約440,000平方公尺（0.44平方公里），幾乎接近梵蒂岡的大小，是美國規模最龐大、造價最昂貴的駐外使館。擁有15,000名雇員、耗費了7億5千萬美元建造，在經歷了多次延宕之後才於2009年1月竣工啟用，並取代了2004年7月1日落成、坐落於綠區、前總統薩達姆·海珊共和宮內的上一代大使館。

## 舊館
美國在巴格達的公使館於1946年升格為大使館，之後由西班牙建築師何塞普‧路易‧塞特設計大使館館舍，於1961年投入使用，但其設計優先考量是冷卻散熱，而非保安。該館一直沿用到1967年，第三次以阿戰爭之後，美國利益代表處改設到比利時駐伊大使館裡去，直至1984年美國與伊拉克重建邦交為止。但在波斯灣戰爭爆發前幾天，巴格達的美國大使館再度關閉，而又於1991年在波蘭大使館內設立利益代表處。目前第一代大使館已經被棄置，並且出租中。

## 新館

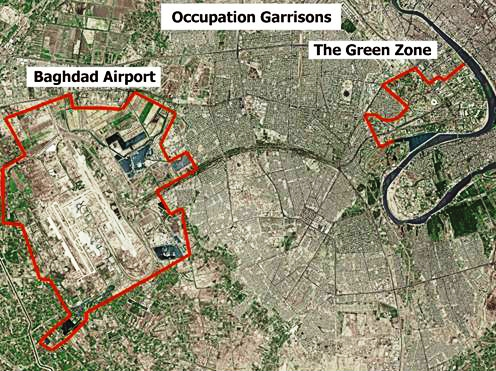
巴格達綠區位置圖，美國大使館設在該區南部的底格里斯河河畔。

新的美國駐伊拉克大使館於2009年1月在綠區內落成啟用，整個104英畝（42公頃）的館區內包含21棟建築，規模是美國海外使館之最。其位於底格里斯河北岸、塔穆茲橋（Arbataash Tamuz bridge）以西、金迪街以南（Al Kindi Street），用地是於2004年10月由伊拉克過渡政府移交給美方的。規劃成一座常設性的建築結構群，替5,500名在伊拉克居住、工作的美國人提供了住所。施工期間，美國政府對很多方面的相關計畫都予以保密，大部分細節只在美國參議院外交關係委員會的報告裡才有記載。除了1,000名常僱人員外，還另外聘請了3,000人，包括保安人員。 

### 嚴重超支問題
2005年中期開工後，原先預計的完工時間點是2007年9月。「當提交2006年年度預算至國會後，總統又送了一份2005年度緊急追加撥款的要求過去，而當中替巴格達的大使館追加了13億美元...」。一份緊急追加預算（H.R. 1268/P.L. 109-13，包括了用於大使館建設的5億9千2百萬美元）於2005年5月11日通過。根據美國國務院的說法，這些資金全部都是大使館新址的工程所需要的。然而，《華盛頓郵報》的華特·平卡斯（Walter Pincus）發現新大使館至2012年時，花掉的錢並不只7億美元，且新聞網站「財經內幕」（Business Insider）於2013年一份報導指出實際的耗費已經超越7億5千萬美元。歐巴馬政府在2012年還要求了另外1億美元，用以替大使館進行「浩大」的修繕。2006年之後，大使館的工程主要由科威特建商「First Kuwaiti Trading & Contracting」主持。2007年10月5日，《美聯社》報導稱定在9月的完工目標可能跳票，而且要到2008年才有建築可以投入使用。2008年5月，美駐伊拉克的外交單位開始遷入新館。

### 全面的娛樂與軍事設施
美國駐巴格達大使館除了外交辦公建築外，還有各種娛樂場所與游泳池，甚至設有大量的住房、防禦要塞和基礎設施，足以不依賴巴格達的設施而自立運作，如下所示：
- 6棟大使館員工宿舍
- 3所醫院[19]
- 污水及垃圾處理設施
- 自用發電站
- 2棟使館辦公大樓
- 娛樂休憩設施：含體育場、電影院、數座網球場和一座奧運規格游泳池
- 與美國相同的網路位址、通信基站，線路完全獨立於伊拉克。

館內建築的強化程度和保安十分嚴密，均高於綠區內的建築標準。儘管細節數據大都保密，但明顯的是擁有一座海軍陸戰隊使館警衛隊分遣處，可見具備強大的火力。防禦工事包括了完善的安全周界、高於平常標準的建築防護措施、5座戒備森嚴的出入口，還有可能存在的大規模地下住所與碉堡等，建築數量未知。

### 人員縮減
2009年1月，當大使館後遲了超過1年而啟用時，在初期共容納了16,000名雇員，但大部份都是承包商，其中的外交人員大約2,000名。2012年3月，最後一批美軍撤離伊拉克數個禮拜後，美國國務院宣佈，考量到預算因素和撤軍之後對伊拉克外交局勢的重新評估，巴格達美大使館的人員將會大幅裁減，並準備改僱伊拉克籍人員取代。

## 爭議
曾經有指控宣稱科威特建商在興建美大使館期間，涉及不道德的習俗和人口販賣。

## 外部連結
- 美國駐伊拉克大使館
- Information on the US Embassy efforts to rebuild Iraq, with focus on the PRT program （页面存档备份，存于）
- "In the chaos of Iraq, one project is on target: a giant US embassy", Daniel McGrory, Times Online, May 3, 2006 （页面存档备份，存于）
- "The Mega-Bunker of Baghdad", William Langewiesche, Vanity Fair, November 2007 （页面存档备份，存于）
- "U.S. Planning to Slash Iraq Embassy Staff by Half", Tim Arango, New York Times, February 2012 （页面存档备份，存于）